# پایچه

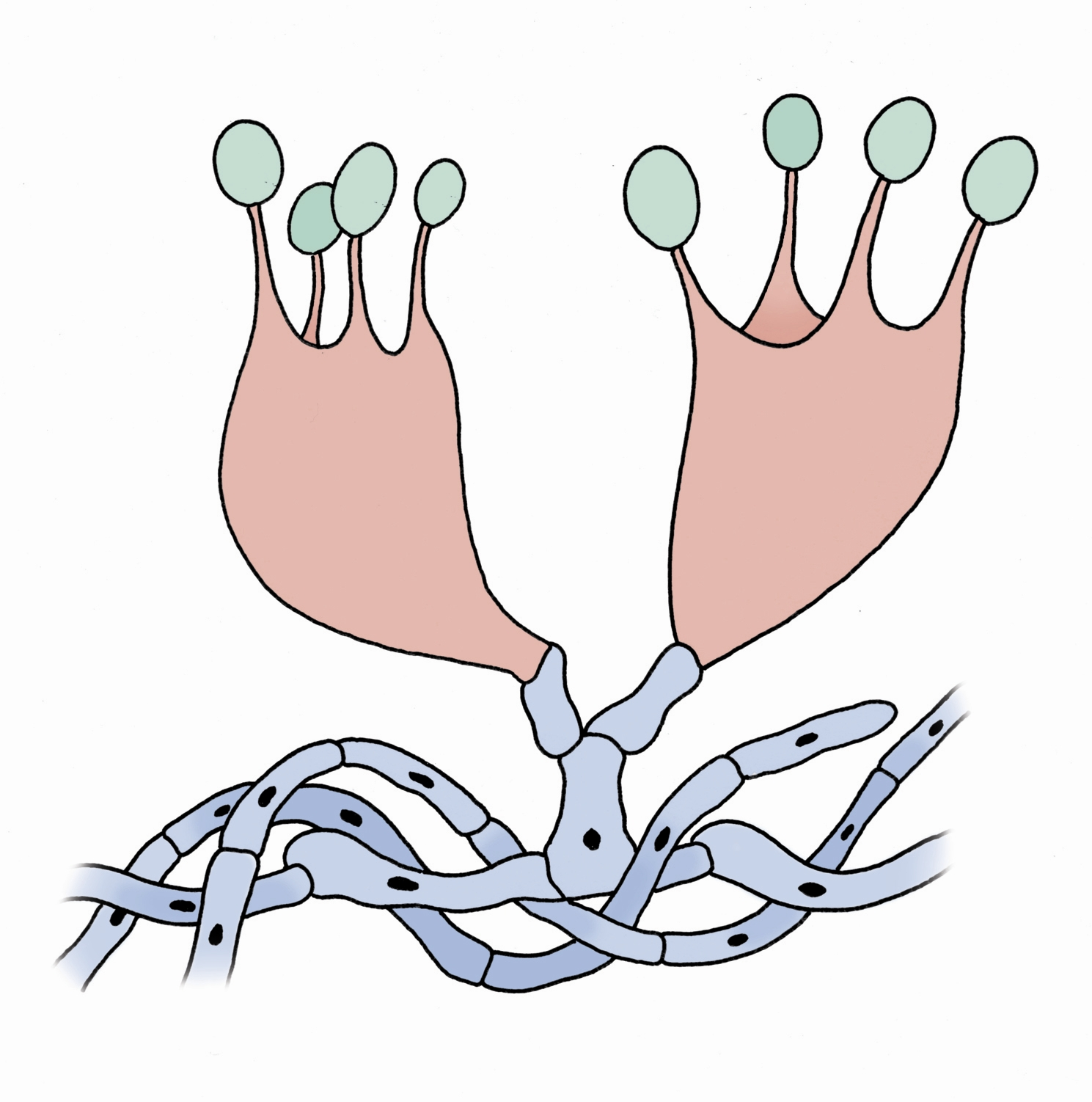
پایچه‌ها امتدادهای باریکی هستند که هاگ (در تصویر به رنگ سبز) را به بازیدیوم (قرمز) وصل می‌کنند.

پایچه یا پایک (انگلیسی: Sterigma) ساق بسیار کوچک سوزنی‌شکل در رأس بازیدیوم که در قارچ‌های بازیدیومیست است که هاگ بر روی آن تشکیل می‌شود.